# ألبرت مور
ألبرت مور (بالإنجليزية: Albert Moore)‏ (1 يناير 1863 بنوتنغهام في المملكة المتحدة - ) هو لاعب كرة قدم بريطاني (وحمل سابقاً جنسية المملكة المتحدة لبريطانيا العظمى وأيرلندا) في مركز الهجوم. لعب مع نوتس كاونتي.